# Distributionspolitik
Unter Distributionspolitik (auch Distributions-Mix, Vertriebspolitik, Distribution Policy oder Place innerhalb des Marketing-Mixes; von lateinisch distributio ‚Verteilung‘) werden innerhalb des Vertriebs alle Maßnahmen verstanden, welche die Entscheidungen und Vertriebsaktivitäten über Produkte oder Dienstleistungen auf dem Weg zwischen dem Anbieter zum Kunden oder Anwender betreffen. 

## Allgemeines
Gemeinsam mit der Produkt-, Preis- und Kommunikationspolitik gehört die Distributionspolitik zu den von E. Jerome McCarthy entwickelten vier elementaren Instrumenten des Marketing. Dabei unterscheidet man zwischen dem logistischen (Transport und Lagerhaltung) und dem akquisitorischen Vertrieb, bei dem es um die Gestaltung der Vertriebsstrategie und des Vertriebsprozesses geht. Wegen der zunehmenden Bedeutung des akquisitorischen Aspektes wird in neueren Lehrbüchern Distributionspolitik zunehmend durch Vertriebspolitik ersetzt.

## Entscheidungsbereiche
Die Distributionspolitik befasst sich mit der Frage, auf welche Art und Weise sowie auf welchen Wegen die Produkte von den Herstellern oder dem Handel zu den Käufern gelangen. Vier Hauptgebiete sind hierbei zu unterscheiden:
- Physische Distribution (Distributionslogistik),
- Akquisitorische Distribution (Gestaltung des Vertriebsprozesses einschließlich Wahl der Absatzwege und der Akquisitionsmethode),
- Auswahl und Qualifizierung des Personals für den Vertrieb (Vertriebskompetenz),
- numerische und gewichtete Distribution (Distributionsgrad).

Darüber hinaus umfasst die Distributionspolitik Entscheidungen über
- Distributionsorgane,
- Durch die akquisitorische Distribution (Vertrieb) werden Kundenkontakte hergestellt, die Marktabdeckung erzielt sowie die Erlöse generiert.
- Durch die Distributionslogistik werden einerseits Kosten generiert, andererseits ermöglicht diese eine hohe Lieferbereitschaft als Basis der Kundenzufriedenheit. Insofern stellt die Distributionspolitik, wie alle anderen Instrumentalbereiche des Marketing sowohl einen Kostenfaktor als auch eine Erlösquelle dar. Darüber hinaus werden mit der Entscheidung über die Absatzmethode Weichen für den Einsatz der weiteren Marketinginstrumente gestellt.

Insbesondere durch die Wahl der Absatzweg wird die Distributionspolitik auch als Channel Marketing oder Channel Management bezeichnet, wobei Channel für den Absatzweg bzw. Absatzkanal steht.

## Einflussfaktoren
Als Einflussfaktoren auf distributionspolitische Entscheidungen gelten:

### Leistungsbezogene Faktoren
Diese umfassen alle Leistungsmerkmale, welche eine besondere Vertriebsform oder Logistik erfordern, beispielsweise
- Erklärungsbedürftigkeit und Beratungsgrad der Leistung,
- Lagerfähigkeit der Leistung sowie
- Transportfähigkeit der Leistung,
- Innovationsgrad,
- Integrationsfähigkeit.

### Kundenbezogene Faktoren
Diese beziehen sich auf die Anforderungen und Vorstellungen seitens der aktuellen und potenziellen Kunden:
- Anzahl der Kunden (wenige, viele),
- geographische Verteilung (dicht gedrängt, weit verteilt),
- Kauffrequenz (Bedarfshäufigkeit seitens der Kunden),
- Einkaufsgewohnheiten (geographisch, zeitlich, bevorzugte Beschaffungswege) sowie
- Aufgeschlossenheit gegenüber Verkaufsmethoden wie beispielsweise Online-Shops, Shop-TV oder Powershopping.
- Wer kommt zu wem? (Unternehmen zum Kunden / Kunden zum Unternehmen).

### Konkurrenzbezogene Faktoren
In Abhängigkeit von den Wettbewerbskräften werden distributionspolitische Entscheidungen auch durch das Konkurrenzverhalten geprägt, wodurch sich prinzipiell die Möglichkeiten der Abhebung oder Anpassung an den Konkurrenzmethoden anbieten, und zwar hinsichtlich
- Anzahl der Konkurrenten,
- Marktstellung des Konkurrenten,
- Art der Konkurrenzprodukte sowie
- Absatzwege (beispielsweise Versand, Haustürgeschäft, Internet).

### Unternehmensbezogene Faktoren
Selbstverständlich können die Faktoren der jeweiligen Unternehmung nicht vernachlässigt werden. Zahlreiche Faktoren beeinflussen den Handlungsspielraum, so zum Beispiel
- Betriebsgröße,
- Finanzkraft,
- Erfahrungen,
- Marktstrategie sowie
- Marktmacht.

### Rechtliche und sozio-kulturelle Faktoren
Nicht zuletzt die juristischen Rahmenbedingungen prägen distributionspolitische Entscheidungen; generell sind zu prüfen:
- Schutz von Vertriebsbindungen in bestimmten Branchen,
- Be- und Vertriebsvorbehalte bestimmter Geschäftsformen,
- Ausgleichsansprüche, beispielsweise des Handelsvertreters bei Abbruch der Geschäftsbeziehungen sowie
- mögliche Verbote der Diskriminierung und des Boykotts.

## Akquisitorische Distribution
Die Auswahl der Absatzwege bzw. Distributionswege ist eine wesentliche Aufgabe der Vertriebsstrategie. Grundsätzlich kann man zwischen direkten und indirekten Absatzwegen unterscheiden. Ordnet man die distributionspolitischen Basisoptionen dem institutionenökonomischen Transaktionsformentypenband „Markt, Kooperation, Integration bzw. Hierarchie“ zu, so lassen sich direkte Distributionssysteme als vertikal-integrative Transaktionsformen charakterisieren, die sich häufig durch die Marketingführerschaft der Herstellerstufe auszeichnen (gesicherte Distribution bzw. Secured Distribution). Indirekte Distributionssysteme, d. h. Systeme, in denen Konsumgüter-Hersteller durch die Einschaltung von selbstständigen Absatzmittlern, insbesondere Handelsunternehmen, in einer indirekten distributiven Beziehung zu den Konsumenten stehen, sind als marktliche Transaktionsform einzustufen (konventionelle Distributionssysteme), sofern die Absatzmittler keine über den Kaufvertrag hinausgehenden Kontrakte bzw. vertraglichen Beziehungen mit der Herstellerstufe unterhalten. Zwischen diesen beiden Polen des Transaktionsformentypenbandes existiert ein breites Spektrum vertikal-kooperativer, sich hinsichtlich des Bindungsgrades der Handels- an die Herstellerstufe und damit dem Machtpotenzial der Herstellerstufe mehr oder minder überlappender Distributionsformen (kontrollierte Distribution bzw. Controlled Distribution).

### Übersicht
Der Markt, in dem das Unternehmen seine Leistungen vertreiben will, muss je nach Unternehmensziel, Vertriebsstrategie und Stand des Produktlebenszyklus einer Leistung, unterschiedlich bearbeitet werden. Die Art der Leistung sowie der Zielmarkt nehmen hierbei Einfluss auf die Wahl der Vertriebswege.
Das unternehmerische Ziel (Penetration oder Abschöpfung) richtet sich nach dem Stand einer Leistung innerhalb ihres Lebenszyklus. Dieser hat Einfluss auf die Intensität der Marktbearbeitung und somit auf die Wahl der Preispolitik und die eingesetzten Mittel der Marktkommunikation.
Die Distributionspolitik korrespondiert also strategisch mit den benachbarten Bereichen innerhalb des Marketing und schafft operative Zielvorgaben für den praktischen Verkauf. Hierzu stehen dem Unternehmen die verschiedenen Vertriebsformen im Verkauf zur Verfügung:
- Direktvertrieb

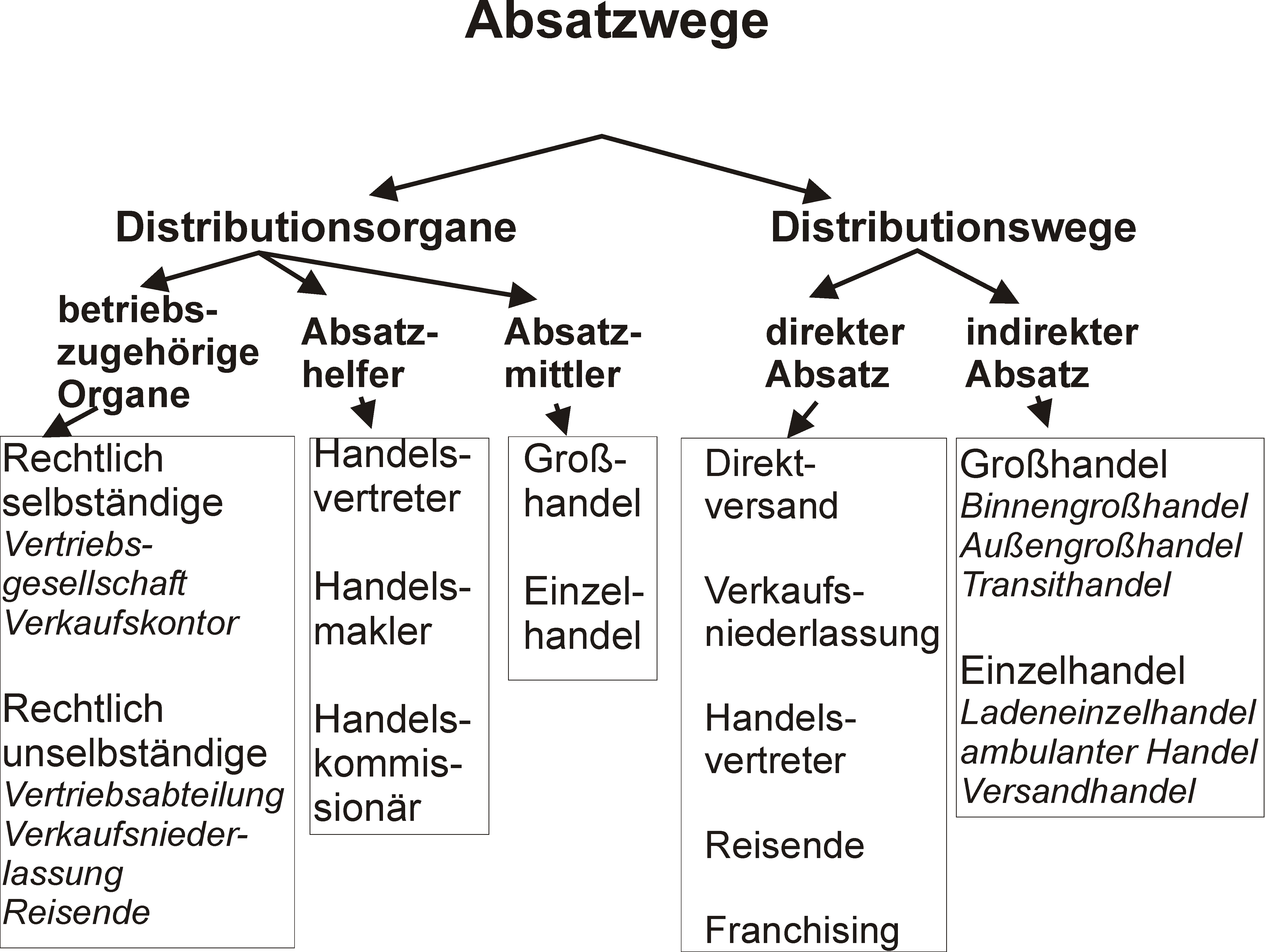
Übersicht über die verschiedenen Absatzwege

  - Unternehmenseigene Verkaufsniederlassungen (z. B. Outlets)
  - Persönlicher Direktverkauf
  - Telefonverkauf
  - E-Commerce

- Indirekter Vertrieb
  - Handelsverkauf
  - Kommissionsverkauf
  - Franchising

- Sonderformen des Vertriebs

#### Direktvertrieb
Beim Direktvertrieb wechselt die Leistung nach der Herstellung nur einmal den Besitzer, nämlich vom Hersteller zum Kunden. Diese Form findet sich vor allem im Verkauf an Unternehmen, wobei es durchaus auch auf Verkauf an Endkunden spezialisierte Direktvertriebsunternehmen gibt. Diese werben dann mit dem veritablen Kundenvorteil der Einsparung hoher Zwischenkosten. Der Direktverkauf kann entweder persönlich oder über elektronische Medien ablaufen.
Insbesondere vor dem Hintergrund neuer Informations- und Kommunikationstechnologien nimmt die Bedeutung des Direktvertriebs zu. Tendenziell ist der Direktvertrieb bei Investitionsgütern stark ausgeprägt, während bei Konsumgütern der indirekte Vertrieb überwiegt. Dies hängt mit der Erklärungsbedürftigkeit und Berücksichtigung individueller Anforderungen an Investitionsgüter zusammen. Investitionsgüter bestehen aus einem Bündel an Sach- und Dienstleistungen, weshalb häufig ein oder mehrere Hersteller die Akquisitionsfunktion im Rahmen eines System Selling übernehmen.

#### Indirekter Vertrieb
Im regulären Vertrieb über Groß- und Einzelhandelsunternehmen wechselt die Leistung nach der Herstellung in der Regel mehrmals den Eigentümer entlang der so genannten Wertschöpfungskette. Vor allem im Konsumgütermarkt, in dem es auf eine flächendeckende Verteilung von großen Warenmengen und deren Präsentation im Ladengeschäft ankommt, ist der Vertrieb über Handelsunternehmen (Handelsverkauf) vorherrschend, oft sind auch Vertragshändler in den Vertrieb eingeschaltet.
Beim indirekten Vertrieb wird regelmäßig der Groß- und/oder Einzelhandel als Absatzmittler eingeschaltet. Hier müssen verschiedene Kriterien berücksichtigt werden wie beispielsweise die angestrebte Ubiquität beziehungsweise der Distributionsgrad, die Auswahl geeigneter Betriebe (exklusive, selektive oder Massendistribution) sowie die Ausgestaltung der Geschäftsbeziehungen. Eine Sonderform ist der Kommissionsverkauf durch Handelsunternehmen, bei dem die Waren bis zum Verkauf Eigentum des Herstellers bleiben.
Zum indirekten Vertrieb zählt auch der Absatz über Handelsvertreter (Agenten) beziehungsweise Handelsvertretungen (Agenturen). Handelsvertreter sind als selbstständige Gewerbetreibende damit betraut, für ein oder mehrere Unternehmen Geschäfte zu vermitteln oder abzuschließen (Einfirmen-/Mehrfirmenvertreter). Auf der Basis eines rechtlichen Dauerschuldverhältnisses (Handelsvertretervertrag) werden Handelsvertreter im fremden Namen und für fremde Rechnung tätig. Das Wachstum, das zunehmende eigenständige Marketing (Handelsvertreter-Marketing) sowie die zunehmende Bedeutung von Handelsvertretungen rücken Handelsvertretungen mehr und mehr in den Rang von autonomen Vertriebssystemen. Die Handelsvermittlungen als Bindeglied zwischen den Marktstufen spielen dabei in der deutschen Wirtschaft eine bedeutende Rolle. Sie vermitteln jährlich Waren im Wert von etwa 175 Milliarden Euro einschließlich eines Eigenumsatzes von etwa 5 Milliarden Euro pro Jahr. Damit ergibt sich ein Einschaltungsgrad in die inländischen Warenströme von 30 Prozent.
Beim Franchising erfolgt der Vertrieb zwar ebenfalls über rechtlich selbstständige Unternehmen (Franchisenehmer), es fallen jedoch so genannte Franchisegebühren an für die Verwendung der systemeinheitlichen Ausstattung, eines einheitlichen Namens und Auftretens nach außen. Vorteile für den Franchisenehmer, vor allem bei markenbekannten Systemen, sind eine hohe Bekanntheit von Beginn an, vergleichsweise günstige Einkaufskonditionen und Unterstützung im kaufmännischen Bereich.

#### Sonderformen des Vertriebs
Beim Kommissionsgeschäft (Kommissionsverkauf) bietet ein Unternehmen die Leistung im eigenen Namen, jedoch für fremde Rechnung an. Der Kommissionär nimmt die Leistung in Verwahrung und kümmert sich um die Anbahnung der Akquisition. Das Kapitalrisiko verbleibt beim Hersteller oder Importeur.
Der Makler arbeitet nicht im gegenseitigen Vertrag, da der Makler nicht verpflichtet ist, tätig zu werden. Typisch für den Makler ist im Gegensatz zur Verkaufstätigkeit, bei der ein Unternehmer ständig neu produzierte Leistungen veräußert, dass die Maklertätigkeit auf ein bestimmtes Geschäft bezogen ist.

#### Single- vs. Multi-Channel Distribution
Während die Distributionspraxis in der Vergangenheit zur Konzentration auf einen Absatzweg (Single-Channel Distribution) tendierte, entwickeln Unternehmen mit der zunehmenden Akzeptanz des Internets mehrere Absatzwege gleichzeitig (Multi-Channel Distribution). Als Multi-Channel-Distribution wird die gleichzeitige Nutzung mehrerer Absatzkanäle wie Handel, Internet und Außendienst bezeichnet.

## Physische Distribution
Eine weitere Bedeutung des Begriffes ergibt sich aus der im Handel notwendigen Verteilung von Gütern über große Entfernungen und/oder auf große Flächen. Hier hat der Begriff der Distribution einen logistischen Charakter und wird neben dem reinen Transportbezug vor allem für die Anzahl der Verkaufsstellen verwendet, die ein bestimmtes Produkt führen. Der Distributionsgrad gibt hierbei an, wie viele Handelsunternehmen das Produkt eines Herstellers führen, ausgedrückt in Prozent aller Handelsunternehmen, die maximal für die Aufnahme des Produktes in ihr Sortiment in Frage kommen.